# Belgická heraldika
Belgie je země, ve které je vysoká koncentrace šlechticů (asi 1 šlechtic na 1000 nešlechticů), takže je zde pochopitelně také dost heraldických památek. Vysoká koncentrace je dána historií tohoto území, kterému vládli nizozemští králové, císaři Svaté říše římské, španělští králové, francouzští králové, Napoleon a králové belgičtí.

## Pravidla heraldiky

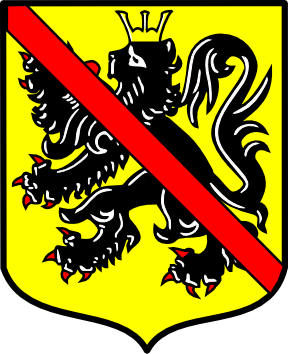
Namur (provincie)

### Šlechtická heraldika
Ve středověku bylo běžné užívání brisur, jenže časem se od tohoto zvyku upouštělo a tak je dnes užívá prakticky jen královská rodina.
Od roku 1830 (osamostatnění Belgie) se šlechta (a zejména král) snaží vytvořit vlastní styl.

#### Přilby
Šlechticové užívají zlaté nebo stříbrné přilby červeně nebo modře podšité se zlatou mřížkou a zlatým monile.

#### Štítonoši
Štítonoše smí užívat jen baroni a vyšší šlechtici, nestáli však na mottu ani na půdě, ale na ornamentálních vzorech.

#### Jiné zvláštnosti
Královská rodina užívá zlatou přilbu, která má ale zvednuté hledí.
Vévoda z Brabantu (následník trůnu) nemá, na rozdíl od ostatních princů, nijak rozlišení erb od svého otce. Princezny mají sice stejný erb jako otec, ale mají jej na routovém štítě.

Vlámský lev

### Městská heraldika
U znaků belgických měst se často užívají heroldské figury a také vlámský lev. Pro rozlišení je někdy doplněn korunou (Namur), lemem a písmeny (Gentbrugge) nebo jsou změněny barvy lva (Gent).